# Franziska Berg

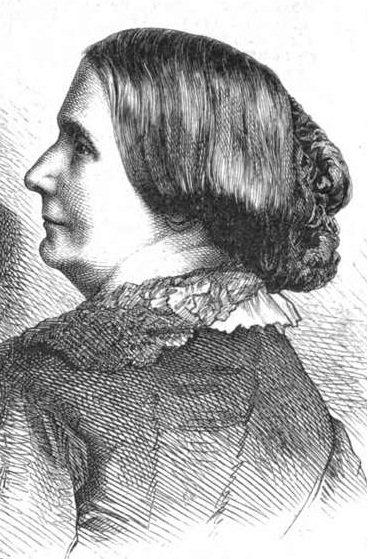
Franziska Berg, 1870. Grafik von Adolf Neumann.

Franziska Berg (* 1. Januar 1813 in Viernheim; † 22. April 1893 in Dresden) war eine deutsche Sängerin und Schauspielerin.

## Leben
Berg wurde am Neujahrstag 1813 in Viernheim im heutigen Südhessen geboren. Sie wurde in Mannheim in die Singschule aufgenommen und 1828 für Chor und kleine Rollen am Hoftheater engagiert. Im Jahr 1829 setzte sie ihre Laufbahn in Würzburg fort.
Als Nachfolgerin für Julie Rettich gehörte Franziska Berg seit 1831 dem Hoftheater in Dresden an. Dort stand sie auch 1841 bei der Einweihung der ersten Semperoper als Leonore im Torquato Tasso von Johann Wolfgang von Goethe auf der Bühne.
Ihre Stimme besaß einen seelenvollen Klang und war namentlich hinreißend im Ausdruck des Schmerzes und der Begeisterung. Ihre künstlerischen Leistungen zeichneten sich durch natürliche Ausdrucksweise und harmonische Haltung des Spiels aus; auch im höchsten Affekt bewahrte sie eine schöne Mäßigung.
Noch ziemlich jung, begann sie gesetzte Heldinnen und heroische Mütter in der Tragödie zu spielen; später hat sie sich auch im Lustspiel nicht ohne Glück durch feine Charakteristik und liebenswürdigen Humor Geltung verschafft. Gräfin Orsina in Emilia Galotti, Lady Macbeth, Phädra und die Isabella in der Braut von Messina bildeten Glanzleistungen ihres Repertoires.
Am 1. September 1881 feierte sie ihr 50-jähriges Künstlerjubiläum.
Im Jahr 1889, nach fast sechs Jahrzehnten als Schauspielerin, verabschiedete sie sich von der Bühne und verstarb am 22. April 1893 in Dresden im Alter von 80 Jahren. Ihr Grab befindet sich auf dem Alten Katholischen Friedhof.